# Liste de peintures de Vincent Plassard
Cette page dresse la liste des peintures de Vincent Plassard, peintre bourguignon du XVIIe siècle. 

## Liste
| Image | Titre                                                                                           | Format                          | Date           | Commentaire                                      | Lieu de conservation                       | Référence (Perreault, 2021) |
| ----- | ----------------------------------------------------------------------------------------------- | ------------------------------- | -------------- | ------------------------------------------------ | ------------------------------------------ | --------------------------- |
|       | La Présentation de la Vierge au Temple avec des saints autour de sainte Cécile et de la Trinité | Huile sur toile, 140 x 107 cm   | 1639           |                                                  | Dijon, musée des Beaux-Arts                | VP 1                        |
|       | Les Miraculés de Chalons                                                                        | Huile sur bois, 111,5 x 144 cm  | 1642           |                                                  | Bordeaux, cathédrale Saint-André           | VP 2                        |
|       | Le Martyre de saint Jean l'Évangéliste                                                          | Huile sur toile, 184 x 209 cm   | 1644           |                                                  | Collection particulière                    | VP 3                        |
|       | La Vierge à l'Enfant à la rose                                                                  | Huile sur toile, 144,5 x 111 cm | 1644           |                                                  | Chalon-sur-Saône, musée Vivant-Denon       | VP 4                        |
|       | L'Incrédulité de saint Thomas                                                                   | Huile sur toile, 84 x 100 cm    | 1650           |                                                  | Chalon-sur-Saône, église Saint-Pierre      | VP 5                        |
|       | La Présentation au Temple                                                                       | Huile sur toile                 | 1652           |                                                  | Chalon-sur-Saône, cathédrale Saint-Vincent | VP 7                        |
|       | Le Déluge                                                                                       | Huile sur toile, 116 x 154 cm   | 1655           |                                                  | Tournus, musée Greuze                      | VP 8                        |
|       | Noli me tangere                                                                                 |                                 |                |                                                  | Localisation actuelle inconnue             | VP 9                        |
|       | Tête de Vierge                                                                                  | Huile sur toile, 58,5 x 44,8 cm |                |                                                  | Collection particulière                    | VP 10                       |
|       | La Vierge à l'Enfant                                                                            | Huile sur toile, 92 x 73 cm     |                |                                                  | Collection particulière                    | VP 12                       |
|       | La Vierge à l'Enfant                                                                            | Huile sur toile, 113 x 91,5 cm  |                |                                                  | Collection particulière                    | VP 13                       |
|       | Allégorie à la gloire de Louis XIV et du duc d'Enghien                                          | Huile sur toile, 178 x 290 cm   | vers 1643-1645 | Tableau qui a aussi été attribué à Luc Despeches | Corsaint, église Saint-Maurice             | VP 14                       |